# Устав, Март Борисович
Март Борисович Устав (эст. Mart Ustav; род. 16 июля 1949, Черлак, Омская область) — эстонский и советский учёный в области биоорганической химии. Член Эстонской академии наук (2001).

## Биография
Родители Марта были депортированы в Россию. Семья вернулась на родину в 1956 году, поэтому Март Устав пошёл уже в эстонскую школу. Окончил 5-ю среднюю школу в Тарту, а в 1972 году — физико-химический факультет Тартуского государственного университета.
В 1974 году начал работать старшим инженером в Институте кибернетики АН ЭССР. С 1976 по 1982 год работал в Тартуском государственном университете старшим инженером, младшим научным сотрудником и старшим научным сотрудником.
Кандидат химических наук (1979, тема диссертации «Исследование взаимодействия низкомолекулярных РНК с рибосомными белками Escherichia coli». Защищал диссертацию в Учёном совете Института молекулярной биологии и генетики АН УССР (Киев).
В 1982—1985 годах проходил стажировку в Институте медицинской генетики Уппсальского университета, а в 1985—1989 гг. продолжил работу в Тартуском государственном университете в качестве заведующего лабораторией онкогенеза.
С 1989 по 1992 год Март Устав был приглашённым исследователем в лаборатории Колд-Спринг-Харбор в США. Вернувшись на родину, он с 1992 по 2002 год возглавлял кафедру микробиологии и вирусологии Института молекулярной и клеточной биологии биолого-географического факультета Тартуского университета, в 1996—1999 годах — директор института. В 2002—2007 годах — директор Технологического института Тартуского университета. С 2007 года он является профессором биомедицинских технологий в Технологическом институте Тартуского университета.
В 2012 году баллотировался на пост ректора Тартуского университета.
Является основателем и генеральным директором Icosagen Group, компании по генной инженерии. Компания занимается разработкой, производством и продажей биохимических, иммуноаналитических, молекулярных и клеточных биологических продуктов и услуг в этой области.
С 2009 по 2014 год — вице-президент Эстонской академии наук

## Научные интересы
Изучение вируса папилломы, включая его симбиоз с клеткой-хозяином и молекулярную биологию, молекулярную основу для эписомальной персистенции генных векторов при разработке нового поколения безопасных ДНК-вакцин, а также создание вирусов и вирусных векторов.
Фармакология

## Награды
Почётный гражданин города Тарту и кавалер Большой звезды Тарту (2013).